# 天兔座T
天兔座T（T Lep / HD 32803 / HIP 23636）是在星座天兔座的一顆變星。它在天球上距離屏二（天兔座ε）半度的地方；距離太陽系約為1,100光年。它的光譜類型為M6ev，與同在此星座的天兔座R一樣，也是一顆米拉變星。它的視星等在+7.40至+14.30之間變化，週期為368.13日。
天兔座T的年周視差是由依巴谷任務量測的，但結果非常不精確。蓋亞星表的視差更準確，測得的距離為340±20 pc。使用特長基線干涉測量法量測了距離，結果發現是327±4 pc。

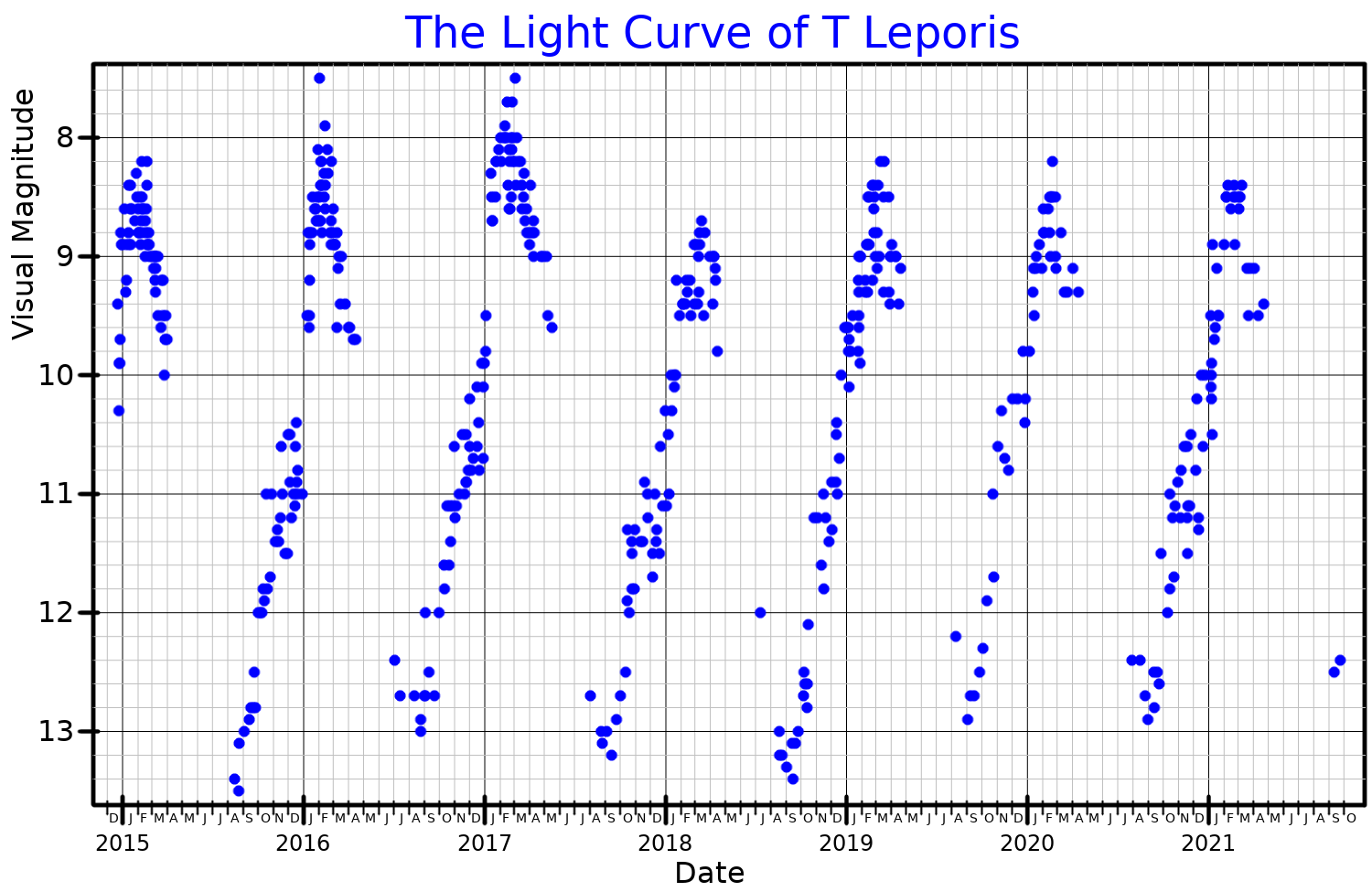
依據美國變星觀測者協會（AAVSO）的數據描繪的天兔座T在可見波段的光變曲線。

米拉變數是宇宙中一些分子和塵埃的主要來源。隨著每一次的恆星脈動，天兔座T都會將一些物質驅逐到太空，每年損失相當於地球質量的物質。用歐洲南方天文台（ESO）的甚大望遠鏡干涉儀獲得的天兔座T 的影像顯示，該恆星周圍有一層氣體和塵埃外殼，其直徑約為太陽的100倍。考慮到這類恆星距離遙遠，儘管其體積巨大，但其視角直徑不超過太陽視角直徑的百萬分之一。